# Горлов, Николай Петрович
Николай Петрович Горлов (1774—1849) — потомственный дворянин, действительный статский советник, вице-губернатор Томской губернии. Масон, один из основателей первой в Сибири ложи «Восточное светило». Председатель Иркутского губернского правления. После 20-летней безупречной карьеры в Сибири был отстранён от государственной службы за либеральное отношение к доставленным в Иркутск приговорённым к каторжным работам декабристам.
Самодеятельный историк, автор книг «История Японии, или Япония в настоящем виде» и «Полная история Чингис-хана, составленная из татарских летописей и других достоверных источников».

## Биография
Происходил из дворянского рода Горловых.
Не имевший собственных имений Н. П. Горлов посвятил себя служебной карьере.

## На службе
В 1784 году в Санкт-Петербурге был определён на должность копииста при Сенате в чине коллежского регистратора. Позднее служил экзекутором горного ведомства, вошедшего в 1802 году в Министерство финансов.
В 1806 году получил должность советника, а позднее и председателя исполнительной экспедиции Томского губернского правления и начал более чем 20-летнюю успешную служебную карьеру в сибирских губерниях.
В 1818 году Н. П. Горлов уже вице-губернатор Томской губернии, в обязанности которого входило руководство казенной палатой, ведавшей хозяйственной и финансово-налоговой деятельностью.
Пользовался доверием М. М. Сперанского, сменившего в 1819 году на посту генерал-губернатора Сибири И. Б. Пестеля, который был уволен с этой должности за злоупотребления. Советами Горлова новый генерал-губернатор руководствовался при обновлении своей администрации, так как из прежних чиновников «многие подверглись отрешению и следствию».Находился в дружеских отношениях с ближайшим сотрудником Сперанского, будущим декабристом Г. С. Батеньковым, который в качестве инженера был направлен в марте 1817 года в Томск для проведения работ по благоустройству.

## Масонство
Н. П. Горлов и Г. С. Батеньков, состоявшие с 1815 года в петербургской масонской ложе «Избранного Михаила», были в числе основателей первой в Сибири масонской ложи «Восточного светила» (полное название «Восточное светило на востоке Томска») образованной 30 августа 1818 в Томске. «Восточное светило», как и ложа «Избранного Михаила», входила в «Великую ложу Астрея». Членами ложи были томские чиновники и купцы, в числе почётных членов был и поэт В. К. Кюхельбекер. Г. С. Батеньков исполнял обязанности секретаря ложи. Н. П. Горлов был избран и переизбирался её мастером, а в мае 1821 года был уже досточтимым мастером.
Томские масоны пытались сосредоточить свою деятельность не столько на абстрактных аспектах совершенствования собственного внутреннего мира, сколько на практической помощи в этом другим.
Из статьи В. Д. Юшковского  «Участие Г. С. Батенькова в ложах «Вольных каменщиков» и его понимание масонских идеалов»

Печать томской ложи была выполнена в виде горящего факела, помещенного в круг и треугольник, на котором, кроме даты основания ложи, значились слова «Восток» и «Свет». Очевидно, эти, а не другие масонские символы выбраны были не случайно и не без участия петербургского масона Г.С. Батенькова.
Равносторонний треугольник считался «общепринятым символическим изображением Божества», где «троичность…образует Лучезарную дельту с оком внутри неё». 
Вместо Всевидящего ока порой изображался другой символ, но внутри треугольника полагалось быть свету, и стороны его желательно было поместить в круг, означающий «возврат излучения к себе». Вообще, цифра «три» играла у масонов важную роль, знаменуя «троичность» мира. Само масонство, по А. Н. Пыпину, состояло из трёх великих принципов: братской любви, помощи и верности, где любовь понималась в христианском духе, как доброе чувство к ближнему, побуждавшее к помощи.
В свою очередь, огонь трактовался, как «один из главных элементов очищения адепта», чаще всего, был связан с факелом, свечой или солнцем и, в широком смысле, уподоблялся Свету вообще – той высшей философской категории, которая противопоставлялась Мраку.
Третьим важнейшим элементом символики томской ложи был «Восток», как направление «духовного Иерусалима», некое «священное пространство, источник света, мудрости и красоты». Слово это в наименовании ложи повторялось дважды, что усиливало, видимо, его значение для самого восточного в России «масонского братства». В результате появился гармоничный, исполненный особого смысла символический рисунок, где каждая деталь, в отдельности, подчеркивала назначение ложи, а все вместе создавали впечатляющий масонский образ «восточного света», который был и оставался недостижимым идеалом.

Для благотворительных целей, в том числе, для поощрения образования детей «неимущих братьев», вольные каменщики собирали пожертвования. Однако, материальные возможности «Восточного светила» были ограничены, так как «члены томской ложи вообще недостаточного состояния, как и все, вступающие в братство на здешнем востоке», а среди них в основном были небогатые чиновники, «имевшие единственное содержание от небольших годовых окладов». Тем не менее, благодаря авторитету управлявшего ложей вице-губернатора даже при ограниченности в средствах деятельность «Восточного светила» не кончалась только планами, но давала и практические результаты. Активность Горлова обеспечила избрание его почётным членом ложи «Избранного Михаила» и Великой ложи «Астреи».
В соответствии с обнародованным в августе 1822 года рескриптом Александра I «О запрещении тайных обществ и масонских лож» открытая деятельность ложи была прекращена, находившиеся на службе чиновники должны были заявить о принадлежности к масонским ложам и дать расписку, «что они впредь принадлежать уже к ним не будут; если же кто такового обязательства дать не пожелает, тот не должен остаться на службе».

## В Иркутске
После начала по инициативе М. М. Сперанского реорганизации управления Сибирью Н. П. Горлов был переведён во вновь образованную Иркутскую губернию и с 25 июля 1823 года назначен председателем губернского правления, вторым по значимости лицом после гражданского губернатора. Заслужил чин действительного статского советника.
Вскоре после объявления приговоров декабристам, 17 июля 1826 года военному министру А. И. Татищеву, в подчинении которого находился фельдъегерский корпус было направлено указание отправить первые две партии (8 человек) приговорённых к каторжным работам в сопровождении фельдъегерей «в Иркутск к гражданскому губернатору И. Б. Цейдлеру, коему сообщить Высочайшую волю, дабы сии преступники были употребляемы, как следует, в работу, и поступлено было с ними во всех отношениях по установленному для каторжников положению». Уведомление из военного министерства об отправке первых партий декабристов было послано 25 июля 1826 года генерал-губернатору Восточной Сибири А. С. Лавинскому в Иркутск. 16 августа Горлов предписал коменданту города быть готовым «вскоре отправить осуждённых Верховным уголовным судом преступников 8 человек в Нерчинские горные заводы и столько же отдалённые места Якутского края».
Обе партии были доставлены в Иркутск в конце августа 1826 года:
27 августа — В. Л. Давыдов, А. З. Муравьёв, Е. П. Оболенский, А. И. Якубович;
29 августа — братья А. И. и П. И. Борисовы, С. Г. Волконский и С. П. Трубецкой.
Известный своей добросердечностью Горлов, который временно исполнял обязанности начальника губернии, весьма гуманно отнесся к прибывшим декабристам. Примеру председателя губернского правления последовали и другие иркутские чиновники. По заключению лекаря Горлов распорядился снять с осуждённых кандалы и предоставить возможность отдыха.

Из показаний чиновника губернского правления, надворного советника Павла Здора — Гольдфарб С. Иркутск, Иркутск... Истории старого города. — Иркутск: Комсомольская правда-Байкал, 2007. — 583с. ISBN 5-87562-125-7
В то самое время, когда государственные преступники Муравьёв, Давыдов, Оболенский, Якубович, Трубецкой, Волконский и двое братьев Борисовых доставлены были в Иркутск, они сведены были во двор к правящему должность гражданского губернатора председателю губернского правления Горлову, когда вслед за ними явился комендант Покровский и стеклось множество народа, при самой Ангаре их встречавшего. Я был завлечён в толпу прочих людей и, полагая, что их тотчас же повезут далее, подошёл к повозке, где сидело два человека, из одного человеколюбия всунул им в руки 50 рублей, которые на тот раз со мною случились; около повозки их стоял жандарм безотлучно, их привезший, тут же находился фельдъегерь и многие из обывателей Иркутска. А также ходили по двору комендант Покровский, почему у нас никто не мог, да и не смел говорить с ними ни о чем; сих двух человек я не знал даже прозваний, когда дал им подаяние, через несколько потом минут повозки, на коих сии четыре преступника находились, отправились к градской полиции и я, оставаясь в кругу стекшегося народа, тут же узнал, что два человека, коим я дал деньги, были Муравьев и Давыдов, после чего отправился в числе прочих чиновников на завод к управляющему сборами Кузнецову; отсель часу в пятом после обеда увидели в окошко еще следующие повозки по ту сторону Ангары из Московского тракта; управляющий сборами Кузнецов пригласил нас всех, бывших у него, и мы отправились в полицию видеть сих последних; Кузнецов же потому более спешил к ним, как он проговаривал мне, что тут был Трубецкой, о котором писал ему доверитель его кн. Голицын, чтобы заготовлена была квартира для жены его, которая вслед за ним в Иркутск прибудет.
Из воспоминаний князя Евгения Петровича Оболенского — Leipzig: A. Franck'sche Verlags.-Buchhadlung. (Herold und Lindner), 1861.— 62 с.
…в конце августа были уже в Иркутске... нас принял исправляющий должность [губернатора] статский советник Горлов; с нами он обошёлся ласково и, поговорив с участием с каждым из нас, вышел из залы; вместе с ним вышли и другие, но оставался чиновник, нам тогда неизвестный (это был советник какой-то палаты Вахрушев). Во время нашей беседы с губернатором, он смотрел на нас с видимым участием; наконец, когда старшие чиновники удалились, он подходит ко мне; слезы у него были на глазах; едва внятным голосом от душевного волнения, он говорит мне: «не откажите мне ради Бога, примите» -- и в руку кладёт мне 25 рублей; я не знал, что мне делать, говорю ему шёпотом: «не беспокойтесь -- у меня деньги есть; я не нуждаюсь» -- вновь те же слова: «ради Бога, примите» -- принуждал принять. До нашего конечного назначения в заводы, нам отвели квартиру частного пристава Затопляева; полицеймейстер в то время был Андрей Иванович Пирожков; городским головой был Ефим Андреевич Кузнецов, впоследствии столько прославившійся богатыми золотыми приисками, но ещё более общественною благотворительностью. Много внимания и участия оказали нам, как Ефим Андреевич, так и прочие чиновники и купечество, и по возможности старались нас успокоить и развлечь во время краткого пребывания нашего въ квартир г. Затопляева, который сам, равно как и Андрей Иванович Пирожков, никаким словом и никаким поступком не оскорбили в нас того чувства собственного достоинства, которое неизменно нами сохранялось.

В связи с тем, что в поступивших инструкциях не было прямых указаний на отправку осужденных непосредственно в Забайкальскую каторгу, Горлов в отсутствие обоих губернаторов должен был руководствоваться действовавшим указом от 13 сентября 1797 года «О распределении уголовных и других преступников по важности их в каторжную работу на поселение и в крепостные работы», который предписывал «смертоубийцов, також произносителей дерзких слов противу Императорского Величества, равно возмутителей народа и пристанодержателей, по наказании отсылать в Нерчинск в работу». Однако, он всё же приказал разместить декабристов не в Нерчинских рудниках, а на близлежащих казённых заводах с менее жестокими условиями содержания заключённых:
в Александровский винокуренный — В. Л. Давыдова и А. З. Муравьёва,
в Иркутский солеварный — Е. П. Оболенского и А. И. Якубовича, 

в Николаевский винокуренный — А. И. и П. И. Борисовых, С. Г. Волконского и С. П. Трубецкого.
О своём решении отправить арестантов «для употребления в каторжную работу по заводам» Иркутской губернии Горлов сообщил А. С. Лавинскому в донесениях от 29 и 31 августа. Не отменил его и возвратившийся 17 сентября в город И. Б. Цейдлер.
О последовавших событиях, происходивших в Иркутске в 1827—1830 годах, короткую запись в своих воспоминаниях оставил В. Ф. Раевский: «Замечательные события при Лавинском. Донесенье его на председателя Горлова и ссылка государственных преступников: в Нерчинские рудники».
Фактическое смягчение, вопреки предопределению Николая I, режима каторжных работ не было оставлено без внимания в столице. Уже 11 октября начальник Главного штаба И. И. Дибич доложил императору о принятом Горловым решении. В тот же день генерал-губернатору И. С. Лавинскому была сообщена высочайшая воля: «…содержать сих преступников в Нерчинском краю под ведением назначенного туда коменданта …предписать Иркутскому губернатору: всех вышеозначенных преступников отправить немедленно с благонадежным конвоем в Читу».

## Конец карьеры
В апреле 1827 года генерал-губернатор А. С. Лавинский в секретной переписке потребовал от Н. П. Горлова объяснений по поводу причин (в нарушение собственного долга) не только отправки «сих преступников не в Нерчинск, как то следовало…но в заводы гражданского ведомства, вблизи Иркутска стоящие», но и приказа снять караул у дома, в который временно поместили декабристов по прибытии в Иркутск, «после чего всякий мог беспрепятственно иметь с государственными преступниками сообщение, и некоторые лица даже беспрепятственно у них бывали…».
В попытках оправдать себя Н. П. Горлов указывал на следующие обстоятельства:
— отсутствие изначальных чётких указаний о направлении государственных преступников именно в Нерчинскую каторгу;
— выполнение им действовавшего порядка, допускавшего размещение каторжников на казённых заводах, на которых имелись инвалидные роты для охраны заключённых (а таковые имелись на выбранных им заводах);
— своевременное уведомление им начальства о принятом решении, не встретившим никаких возражений.
22 апреля 1827 года Горлов подал прошении на имя Николая I, в котором, с одной стороны, упомянул о своей «беспорочной» 20-летней во всех Сибирских губерниях, а с другой — указал как причину нападок на него месть генерал-губернатора за выявленные «несоответственные законам действия обоих здешних начальников». В свою очередь А. С. Лавинский 30 апреля 1827 года написал А. Х. Бенкендорфу о недоверии Горлову: «Я подозреваю, не действовал ли на него в сём случае интерес или другие побуждения, не менее предосудительные».
В июне 1827 года дело действительного статского советника Н. П. Горлова было открыто в суде Тобольской уголовной палаты, но уже 6 июля 1827 года по указанию Николая I дело было передано суду Сената. Указом от 11 августа 1828 года император утвердил доклад Правительствующего Сената с предложением уволить от занимаемой должности председателя Иркутского губернского правления действительного статского советника Н. П. Горлова, осуждённого «за беспорядки, допущенные им по доставлении в Иркутск государственных преступников». Через две недели Министерству юстиции было предложено отстранить его от государственной службы вообще.
Умер в 1849 году.

## Награды
- Орден Святой Анны 2 степени
- Орден Святого Владимира 3 степени
- Орден Святого Владимира 4 степени

## Исторические исследования

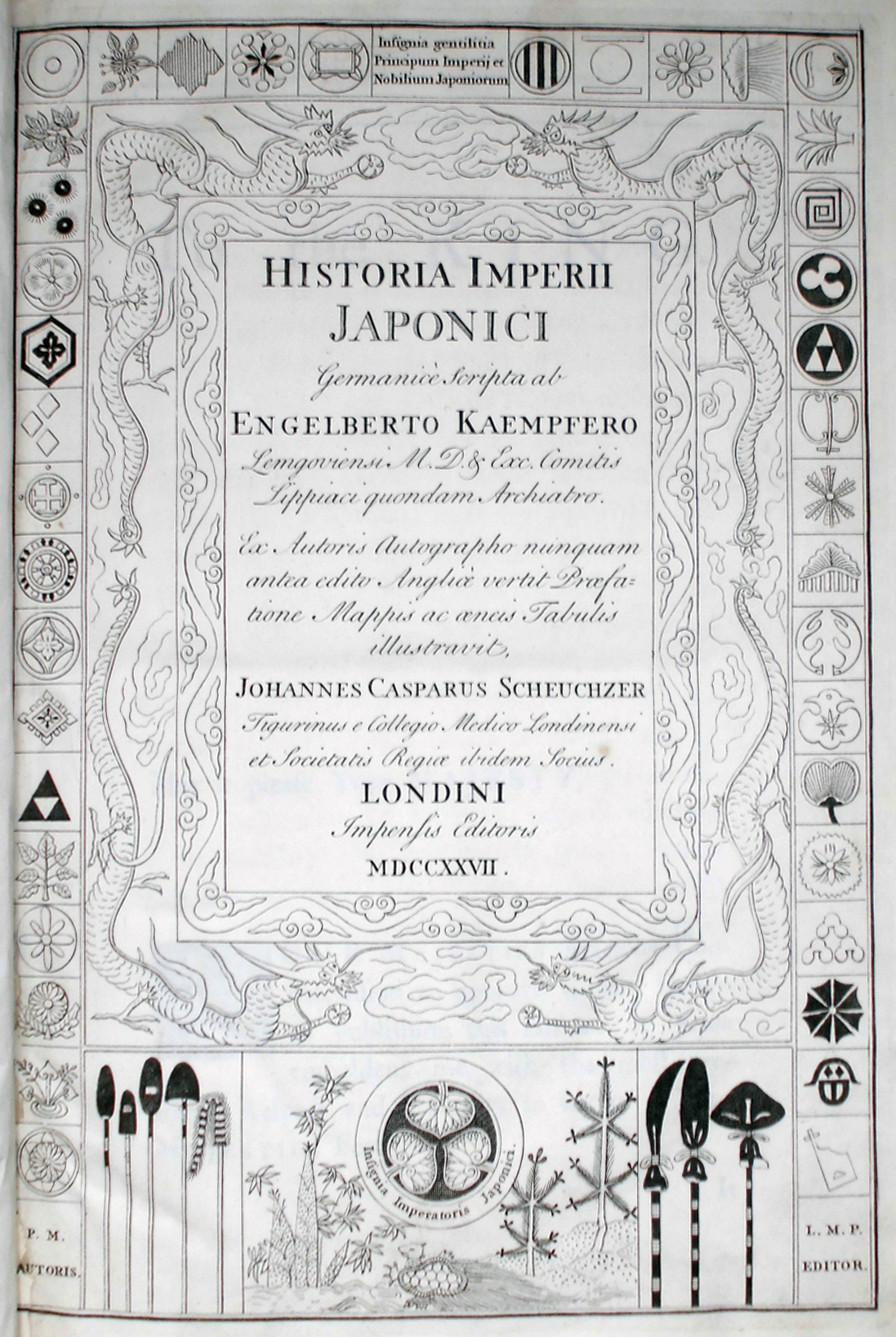
Титульный лист «Истории и описания Японии» Э. Кемпфера (1727)
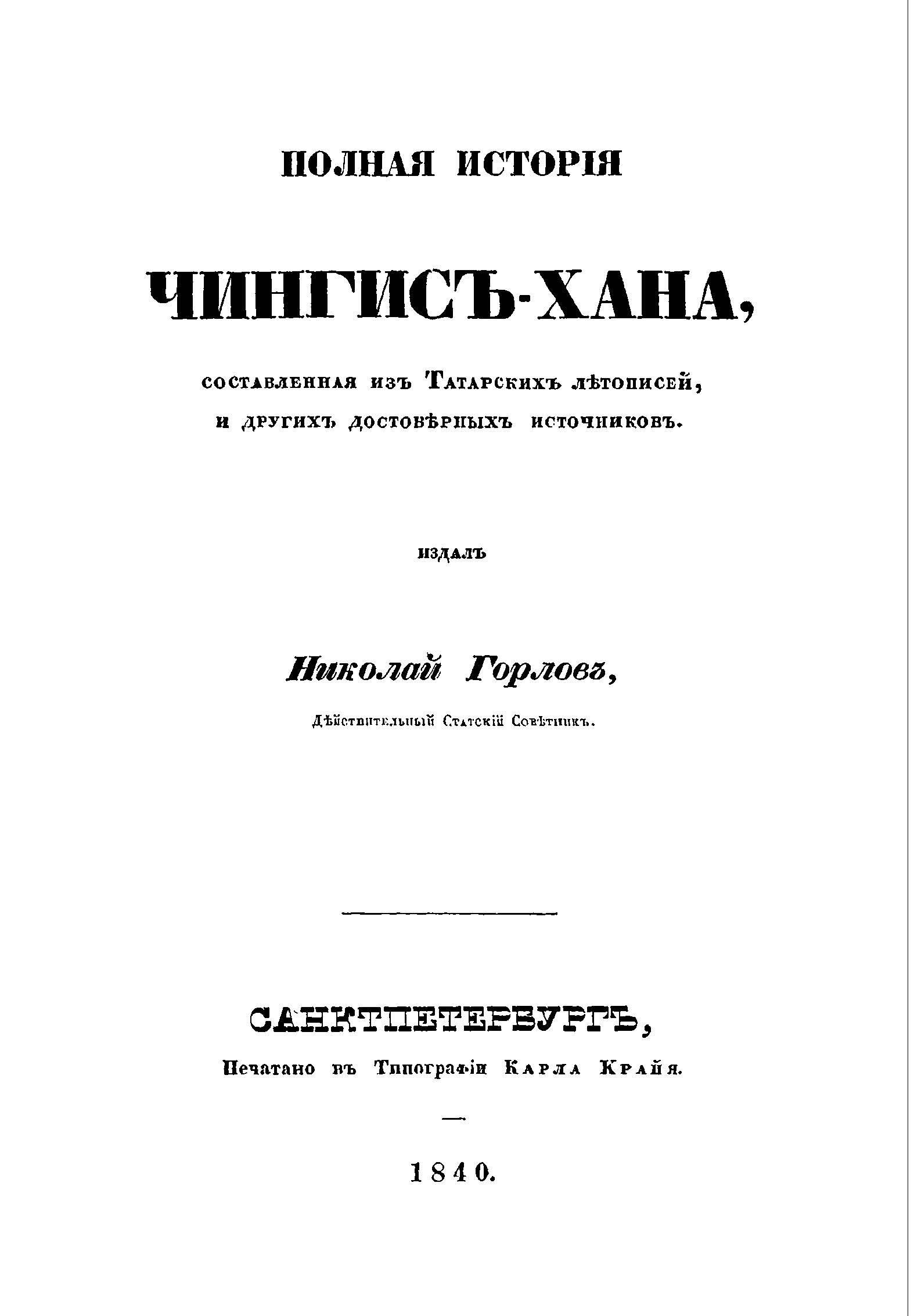
Титульный лист «Полной истории Чингис-Хана» Н. П. Горлова (1840)
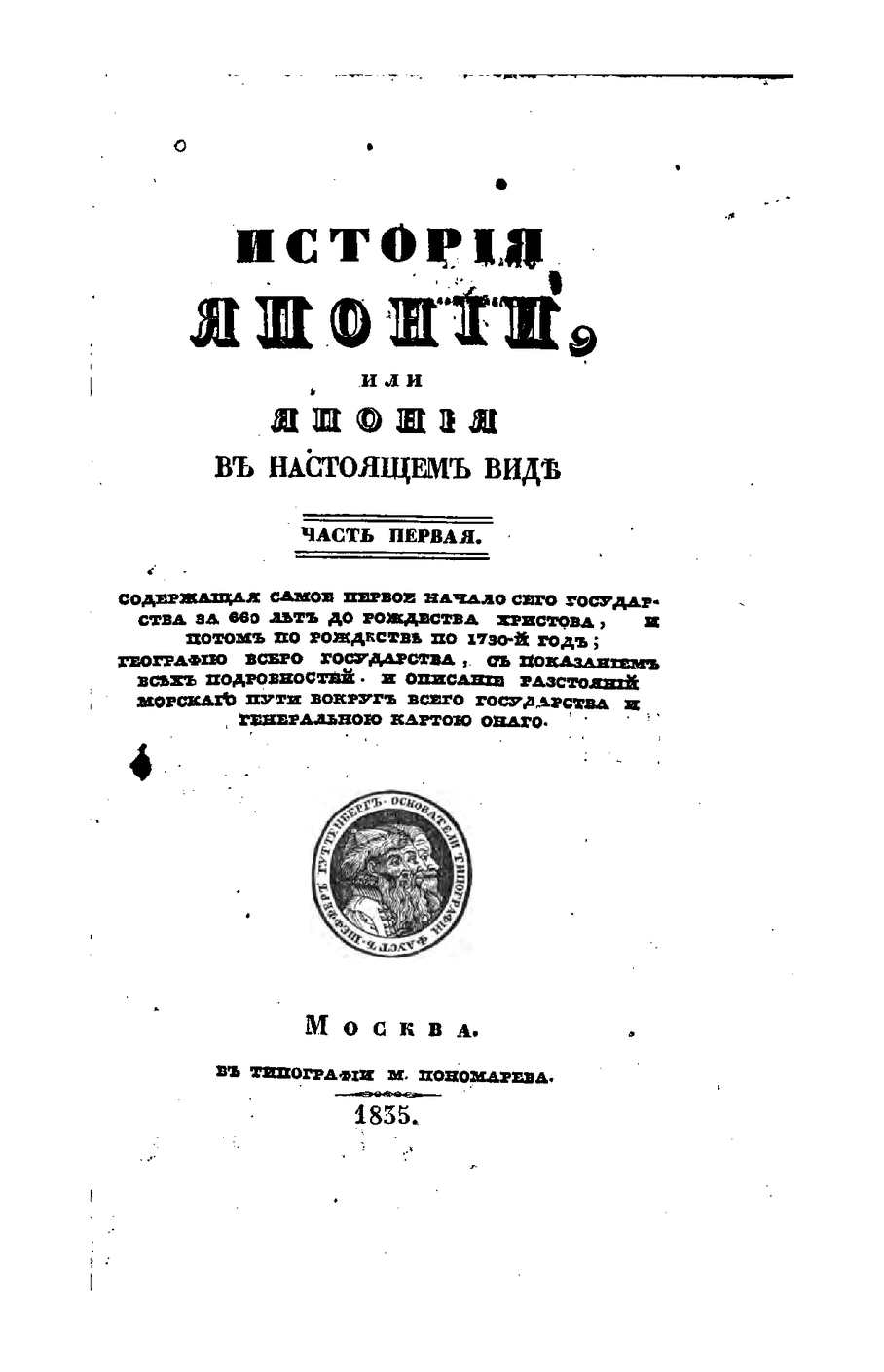
Титульный лист «Истории Японии» Н. П. Горлова (1835)

После отставки Н. П. Горлов уехал из Сибири, некоторое время занимался производством шерстяной пряжи на мануфактурах в подмосковных селах Измайлово и Свиблово. С 7 сентября 1833 года уволился по состоянию здоровья.
Николай Петрович Горлов был начитанным и склонным к историческим изысканиям человеком. «Удалив от себя суеты и мечты жизни», занялся сочинительской деятельностью. Области интересов в истории были связаны с его многолетней жизнью на востоке России. В 1835 году он издал книгу « История Японии, или Япония в настоящем виде».
Отдавая должное известной ему книги немецкого медика и исследователя природы Японии Э. Кемпфера (нем. Engelbert Kaempfer) (1651—1716), первое издание которой вышло ещё в первой трети XVIII века и которая долго служила европейцам почти единственным источником сведений о стране, Горлов считал, что тот по роду своей деятельности при голландской фактории был лишён достаточного кругозора, чтобы всесторонне изучить и описать страну в целом. Знаком он был и с переложением книги Э. Кемпфера профессором Московского университета И. Рейхелем (нем. Reichel Johann Gottfried), «Краткая история о японском государстве» которого вышла в Москве в 1773 году. В предисловии к «Истории Японии» он писал, что за годы службы в Сибирских губерниях ему удалось собрать множество материалов о соседней Японии, что побудило его издать историю, «очищенную от всех чудес и невероятностей, выведенных прежними писателями». В первую часть автор включил историю Японии от VII века до н. э. и по 1730 год и подробное географическое описание страны с приложением карты. Вторая часть была посвящена климату, описанию природы, флоры и фауны, а также образ жизни и занятий жителей.
В 1840 году вышла его вторая книга « Полная история Чингис-Хана, составленная из татарских летописей и других достоверных источников». Обнаруженные автором у «разных татарских князцов» и «частных лиц» исторические материалы, в том числе, на восточных языках, легли в основу «первого и полного» описания главных событий, походов и частной жизни великого завоевателя.

## Семья
Был женат дважды. Первая жена умерла до 1821 года. Дети от первого брака: Сыновья Григорий (19 лет в 1825), Александр (12 лет в 1821, 14 лет в 1825), Дмитрий (9 лет в 1821), дочь Мария (15 лет в 1825).
22 сентября 1835 года женился на дочери действительного статского советника Е. Е. Кенске — Наталье Ефимовне. Сын от второго брака — Пётр (1839—1915), известный геолог и горный инженер.

## Интересные факты
Историк В. И. Семевский написал, что пока «личность и деятельность Горлова, кажется, совершенно не изучена», но следует «ожидать от такого изучения значительных результатов».

## Комментарии
1. ↑  В седьмом колене старинного русского дворянского рода Горловых, восходящего к концу XVI века указаны участник турецкого похода прапорщик Петр Борисович Горлов (1747 — до 1818) и его жена Степанида.
2. ↑  В ложу «Избранного Михаила» входили будущие декабристы Г. С. Батеньков, Н. А. Бестужев, Ф. Н. Глинка, В. К. Кюхельбекер, Членами связанной с «Избранным Михаилом» ложи «Трёх добродетелей» были декабристы С. Г. Волконский, А. Н. Муравьев, Н. М. Муравьев, М. И. Муравьев-Апостол, С. И. Муравьев-Апостол, В. С. Норов, П. И. Пестель, С. П. Трубецкой, Ф. П. Шаховской
3. ↑  По указу Александра I от 22 июля 1822 года «О преобразовании Сибирских губерний по новому учреждению» должность вице-губернатора в новой структуре власти не была предусмотрена.
4. ↑  Сам А, С, Лавинский в это время находился в Москве для участия в коронационных торжествах.
5. ↑  Возможно, это был Александр Борисович Голицын (1792—1865), участник наполеоновских войн, адъютант великого князя Константина Павловича, который после отставки в 1820-е годы занимался винным откупом, имел дом в Иркутске. С 1826 года — саратовский губернатор.
6. ↑  Возможно, решение Н. П. Горлова было обусловлено сочувственным отношением к декабристам, с некоторыми из них он мог быть знаком ещё по деятельности в масонских ложах. В. И. Семевский процитировал из масонских «Древних обязанностей» (англ. «Old charges», 1723) существовавшее правило: «…если брат оказался мятежником против государства, то его не следует поддерживать в мятеже, но должно сожалеть его, как несчастного человека».
7. ↑  Для „особенного надзора“ за государственными преступниками комендантом Нерчинских рудников Николай I ещё в июле 1826 года избрал генерал-майора С. Р. Лепарского.